# Carex impura
Carex impura är en halvgräsart som beskrevs av Jisaburo Ohwi. Carex impura ingår i släktet starrar, och familjen halvgräs. Inga underarter finns listade i Catalogue of Life.